# Brephos straeleniana
Brephos straeleniana là một loài bướm đêm trong họ Noctuidae.